# Ein Sommernachtstraum (1925)
Ein Sommernachtstraum ist ein deutscher Stummfilm aus dem Jahre 1925 von Hans Neumann, frei nach der gleichnamigen Komödie von William Shakespeare.

## Handlung
Im Handlungsgerüst sich locker an Shakespeares Vorlage haltend, wartet Neumanns Film mit allerlei modernistischen – Theseus beispielsweise benutzt ein Telefon – und anarchischen Einfällen – wie etwa der einer Schlachtszene zwischen griechischen Kriegern und einer Amazonenarmee – auf, die den klassischen Stoff auflockern und von einem konventionelle Sichtweisen bevorzugenden Publikum als Provokation verstanden werden kann. Mehrfach treten die Schauspieler aus ihren Rollen heraus und scheinen in diesen Momenten zu improvisieren. Der Elfenkönig Oberon wird, anstatt wie üblich von einem Mann, von einer Frau, der zur Drehzeit 17-jährigen, russischen Tänzerin und Ehefrau George Balanchines, Tamara Geva (1907–1997), gespielt.

## Produktionsnotizen
Ein Sommernachtstraum, Untertitel: Ein heiteres Fastnachtsspiel, Ende 1924 gedreht und die letzte Shakespeareadaption im Stummfilm, passierte die Filmzensur am 27. Februar 1925, wurde am 10. März 1925 im Berliner U.T. Nollendorfplatz uraufgeführt und besaß eine Länge von 2529 Metern auf fünf Akten.
Die eigenwilligen Filmbauten und die zahlreichen Kostüme wurden von Ernő Metzner entworfen. Reimar Kuntze assistierte Chefkameramann Guido Seeber. Die Ausdruckstänzerin Valeska Gert, die hier als Puck einen bleibenden Eindruck hinterließ (siehe Kritik von Osswell Blakeston), gab in Ein Sommernachtstraum ebenso ihr Filmdebüt wie ihr österreichischer Kollege André Mattoni.
Hans May gab hier einen ebenso bemerkenswerten wie vielbeachteten Einstand als Filmkomponist. Seine unkonventionelle kompositorische Darbietung wurde von der internationalen Kritik gelobt. So befand beispielsweise das Fachblatt Variety: „A real advance in scores for accompanying comedy pictures“, im Dritten Reich hingegen aufgrund seiner avantgardistischen Tendenzen mit scharfer Ablehnung bedacht.

## Kritiken
Die Bewertungen dieses Films variierten stark. Während die einen Kritiker das bisweilen anarchische, parodistisch-ausgelassene Element dieses übliche Formen sprengenden Filmexperiments priesen, bemängelten andere wiederum genau dieses Faktum an Ein Sommernachtstraum. Nachfolgend drei Beispiele:

„Valeska Gert (als Puck) verlässt ihren Part als Hierophant, um zu zeigen, wie viel Spaß man haben kann, wenn man befreit auftritt; Krauß verlässt seinen Part, um zu zeigen, was für ein großartiger Schauspieler er ist. Die Gert streckt dem Publikum in einer Schelmerei die Zunge heraus; der Krauß streckt dem Publikum die Zunge heraus, damit jeder sehe, wie gut er den Part eines Teufelchens spielen kann … Da gibt es weitere Dinge in diesem Film, die unvermeidlicher in Rabelais‘scher Tradition als ich dies in der ausgelassensten Rabelais-Komödie je gesehen habe… Die Herzhaftigkeit in diesem Film ist nicht voreingenommen, sie erwächst sich zu einfacher Freude daran, einen Menschen mit einer Streitaxt in zwei Teile zu zerlegen.“

„Hans Neumann hat 1925 Episoden der griechischen Geschichte, teils nach alten Sagen, teils nach freier Erfindung, mit dem Shakespeareschen „Sommernachtstraum“ in Offenbachscher Manier durcheinandergemengt und dazu noch den alten Shakespeare mit der modernen Jazzband zusammengekoppelt. Von diesem Bluff braucht hier nicht ernsthaft gesprochen zu werden, weil er weder mit Shakespeare noch mit Filmkunst etwas zu tun hat.“

Paimann’s Filmlisten resümierte: „Die Regie hat die Form der parodistischen Bearbeitung gewählt und damit zweifellos das Passendste getroffen. Der umfangreiche Stoff ist ohne wesentliche Längen und in recht amüsanter Weise gebracht, im Märchenspiel besonders gelungen. Die Darstellung ist in allen Rollen sehr gut, die Aufmachung dem gegebenen Rahmen entsprechend und durchwegs gelungen, ebenso die Photographie. Zusammenfassend genommen ein zweifellos über dem Durchschnitt stehendes Bild, das aber andererseits durch seinen Vorwurf sich lediglich an ein reifes, kunstsinniges Publikum wendet.“